# حارة الضبع (مسلسل باب الحارة)

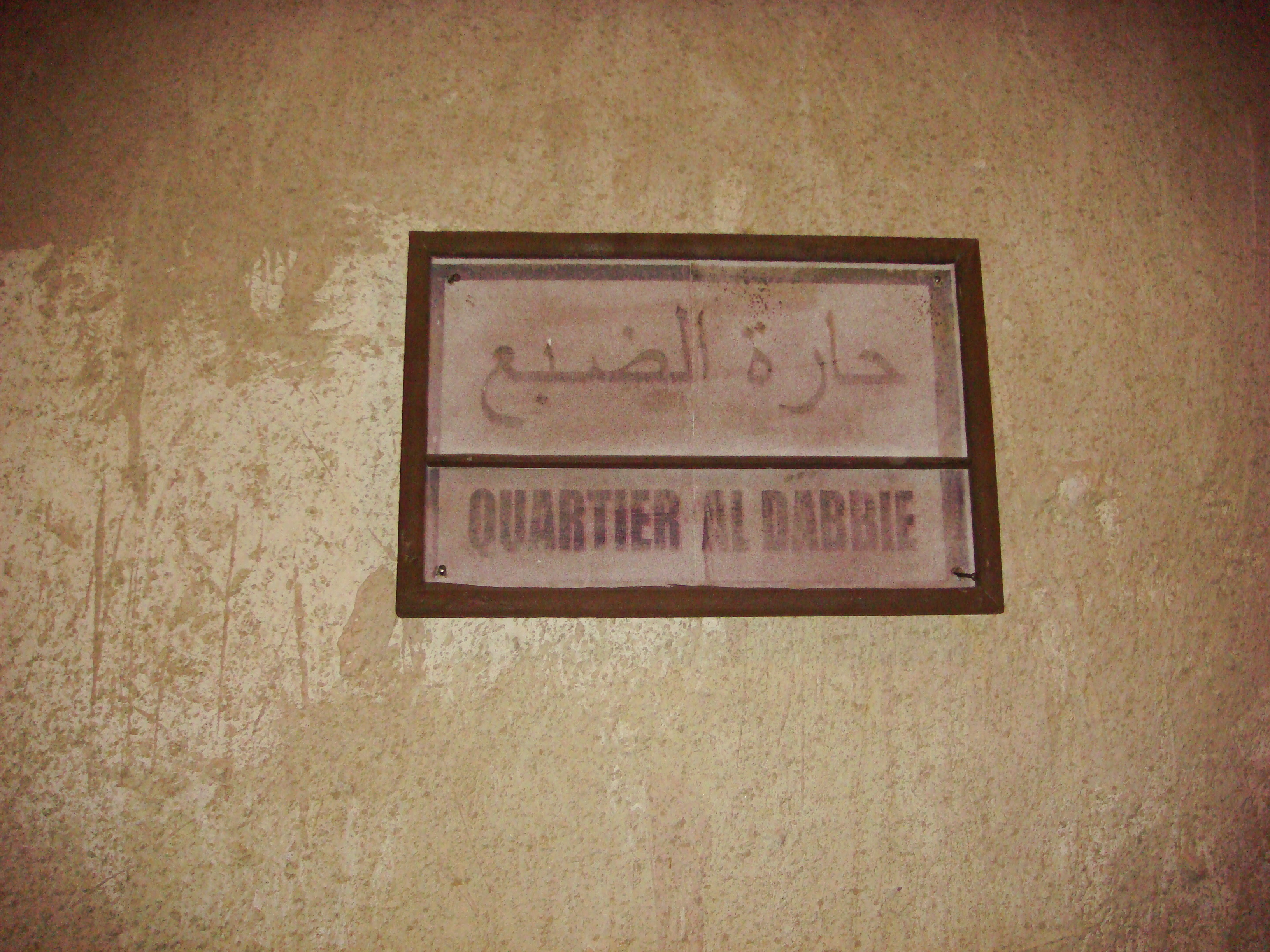
حارة الضبع، مكان التصوير

حارة الضبع هي الحارة التي يتحدث عنها مسلسل باب الحارة بشكل أساسي حيث تدور كل الأحداث عنها، وتم تصوير معظم حلقات المسلسل فيها. وهي حارة افتراضية من حارات الشام القديمة التي تم استئجارها ليتم تصوير العمل فيها.